# Dannah Garay
Dannah Garay (1984) es compositora y cantante de jazz mexicana. Su trabajo dentro del jazz mexicano se dio a conocer por su tributo a Nat "King" Cole "From you...to you".
Dannah fue becada por la Fundación Jazzfest y la representó a nivel nacional e internacional durante un año. Dannah se ha presentado en Estados Unidos, Latinoamérica y en numerosos escenarios de su país. Además de haber participado en la serie de conciertos de Inauguración del Global Jazz Institute del Berklee College of Music de Boston.
Con su producción discográfica "My Miracle", Dannah Garay se coloca definitivamente como una de las mejores intérpretes de jazz que existen actualmente en México. Su previo lanzamiento, "From you … to you", homenaje a Nat “King” Cole, llamó la atención de la crítica nacional e internacional. En "My Miracle" sorprende a su público además como compositora, con una exquisita y extraordinaria capacidad de inventiva melódica, acompañadas por extraordinarios arreglos a cargo del maestro Alex Mercado. Este material ha consolidado la carrera de esta joven y talentosísima cantante mexicana.
En febrero de 2018 lanza su disco “Cuenta conmigo”, una producción que combina diferentes estilos y ritmos latinos, dicho álbum fue catalogado como uno de los mejores discos del 2018. 
En enero de 2019 recibió el “Premio Grandes Valores” en la categoría de Arte con Valores : “Por su sobresaliente trayectoria como cantante y compositora, ubicándose como una de las máximas figuras del jazz en México y Latinoamérica, promoviendo los valores universales mediante su obra artística, sensibilidad, calidad interpretativa y enorme talento”.
Dannah ha alternado cartelera con figuras como Kurt Elling, Charlie Hunter, Ravi Coltrane, entre otros artistas de talla internacional. 
En 2021 lanza los sencillos pertenecientes a la colección "Winter or Summer series" todos temas de su autoría.
En 2022 recibe el premio “El Sol de Oro” otorgado por el Círculo Nacional de Periodistas por “Su extraordinario talento siendo considerada una de las mejores voces en la historia de la música y el jazz contemporáneo en México”.

## Infancia e Inicios
Desde corta edad comenzó a relacionarse con el Jazz y otros géneros. Su padre tocaba la guitarra desde que ella era pequeña y eso influenció y expandió su horizonte musical. A los 16 años formó parte de una banda casera junto con amigos del colegio, dando conciertos en diferentes lugares. Participó en un concurso de canto en su universidad en donde ganó el primer lugar.  Posteriormente grabó su primer disco en 2005, mas no salió al mercado discográfico.

## Carrera
En 2007 se lanza al mercado su primer material titulado "Forever and ever Bossa and Jazz" que obtuvo un reconocimiento por 15 mil copias vendidas, este disco está descontinuado ya que se separó de los integrantes del proyecto en el 2008.
En 2011 lanza su primer disco como solista "From you...to you" Remembering Nat "King" Cole, con Gabriel Hernández, (Cuba) en la dirección musical, arreglos y piano, Tyler Mitchell (Chicago) en el contrabajo, Ken Basman (Canadá) en la guitarra y Juan Ale Sáenz (México) en la batería, llamando la crítica nacional e internacional y dándose a conocer como una de las mejores cantantes del jazz mexicano. 
En 2014 sale su primer material original "My Miracle" con 12 temas de su autoría bajo la dirección y arreglos de Alex Mercado (piano), Agustín Bernal (contrabajo), Gabriel Puentes (batería) y Marc Osterer (trompeta). "My miracle, es un milagro sacramental trazado no por la <intervención sobrenatural>, sino por el resultado de un riguroso trabajo apoyado en un talento vocal concluyente y categórico" (Carlos Olivares Baró)
En febrero de 2018 lanza su disco “Cuenta conmigo”, una producción bajo la dirección de Oscar Stagnaro, ganador de varios grammys a lo largo de su trayectoria. En este álbum participa la sección rítmica de Paquito D’Rivera (Alex Brown piano, Mark Walker batería y Oscar Stagnaro bajo y arreglos) además de Paulo Stagnaro percusión y Alberto Medina guitarra. Es una producción que combina diferentes estilos y ritmos latinos, dicho álbum fue catalogado como uno de los mejores discos del 2018. 
En enero de 2019 recibió el “Premio Grandes Valores” en la categoría de Arte con Valores : “Por su sobresaliente trayectoria como cantante y compositora, ubicándose como una de las máximas figuras del jazz en México y Latinoamérica, promoviendo los valores universales mediante su obra artística, sensibilidad, calidad interpretativa y enorme talento”.
Dannah ha alternado cartelera con figuras como Kurt Elling, Charlie Hunter, Ravi Coltrane, entre otros artistas de talla internacional. 
En 2021 lanza los sencillos pertenecientes a la colección "Winter or Summer series" todos temas de su autoría.
En 2022 recibe el premio “El Sol de Oro” otorgado por el Círculo Nacional de Periodistas por “Su extraordinario talento siendo considerada una de las mejores voces en la historia de la música y el jazz contemporáneo en México”.

## Discografía
- Forever and ever Bossa and Jazz Vol.1
- Watch what happens (EP)
- From you...to you - Remembering Nat "King" Cole
- My Miracle
- Cuenta conmigo feat. Oscar Stagnaro
- I wonder
- Winter or Summer
- Give me all of you
- That somebody is you
- My Secrets
- When a Heart can Sing feat. Tonatiuh Vázquez Jazz Orchestra

### Como solista
- Watch what happens (2009)
- The very thought of you (2011)
- Dream a little dream of me (2011)
- Day in day out (2011)
- Stardust (2011)
- I'm thru with love (2011)
- How does it feel (2011)
- Makin' Whoopee (2011)
- Smile (2011)
- That ain't right (2011)
- When I fall in love (2011)
- Almost like being in love (2011)
- I love you for sentimental reasons (2011)
- Gee baby ain't I good to you (2011)
- Straighten up and fly right (2011)
- Just one of those things (2011)
- You're nobody till somebody loves you (2011)
- What we've shared (2014)
- My Miracle (2014)
- In love (2014)
- Sunshine (2014)
- There's a place (2014)
- Music Itself (2014)
- Once you came (2014)
- Spinning around (2014)
- Always there (2014)
- Mr. Swing (2014)
- Let me be your angel (2014)
- Debí llorar (2018)
- Alma mía (2018)
- El día (2018)
- Cuenta Conmigo (2018)
- Delirio (2018)
- No hagas caso (2018)
- Mi amor por tí (2018)
- Mi ayer (2018)
- Tú no sospechas (2018)
- Por qué dudas? (2018)
- I wonder (2021)
- Winter or Summer (2021)
- Give me all of you (2021)
- That somebody is you (2021)
- My secrets (2022)
- When a heart can sing (2022)

### Forever and Ever Bossa and Jazz Vol.1 (descontinuado)
- Black night (2007)
- Feel (2007)
- Murder on the dance floor (2007)
- Lovefool (2007)
- Bette Davis Eyes (2007)
- Eres (2007)
- Crazy little thing called love (2007)
- Your love (2007)
- Sad Songs (2007)
- Durmiendo con la luna (2007)

## Citas
- “Dannah Garay es la gran voz mexicana del jazz contemporáneo. Pero va más allá: su interpretación magistral y emocionada de los clásicos y de su propia obra, la hacen cada vez más universal: Ricardo Rocha”
- “Dannah Garay combina belleza y sensibilidad musical… a ritmo sincopado: Sergio Sarmiento”
- “Dannah Garay es una joven virtuosa… y lo es porque, además de sus cualidades técnicas, canta con emoción y refinamiento: Germán Palomares”